# Copa President de la República
La Copa President de la República fou un torneig organitzat per la Federació de Futbol de les Illes Balears entre 1934 i 1936 i disputat pels equips de Primera categoria del Campionat regional de Mallorca.

## Història
El 14 d'abril de 1934 el President de la Segona República Espanyola, Niceto Alcalá Zamora, va oferir una copa de plata perquè fos disputada pels millors clubs de Mallorca. Per aquest motiu es va organitzar un torneig anual que es jugaria un cop acabada la temporada del campionat regional oficial. De fet va funcionar com una repetició d'aquest, atès que els participants eren gairebé els mateixos i funcionava de manera similar.
El torneig no té res a veure amb la Copa del Rei de futbol, que entre 1931 i 1936 va anomenar-se igual que aquest torneig. Tampoc va tenir cap equivalent a l'illa d'Eivissa, Formentera ni Menorca.
La copa l'obtindria en propietat l'equip que guanyés dues edicions del torneig i per aquest motiu només va durar tres temporades. No va quedar cancel·lat amb l'esclat del cop d'estat del 18 de juliol, com a priori pot semblar (de fet el darrer partit del torneig es va disputar el mateix 18 de juliol de 1936), ja que les competicions futbolístiques durant la Guerra Civil Espanyola varen continuar disputant-se.

## Organització
La competició se celebrava en el tram final de la temporada en curs, una vegada acabades la majoria de les competicions. Tenien dret a disputar-la els equips de Primera categoria del campionat territorial de Mallorca, es disputava en format de lliga a doble volta i tots contra tots. Per tot això el torneig era una repetició virtual del campionat de Primera categoria.
A més, el torneig va contribuir a omplir dates lliures de competició en un moment en què l'afició futbolística vivia un creixement espectacular. Cal recordar que llavors cap equip balear competia la Lliga espanyola i la Primera categoria del campionat regional no passava de cinc equips, és a dir, vuit jornades de competició.

## Temporada 1933-34
Primera edició del torneig, disputada del 29 d'abril al 24 de juny de 1934 per quatre equips, els mateixos de Primera Categoria a excepció del FC Manacor.

### Classificació final
| Posició | Equip         | J | G | E | P | GF | GC | PTS |
| ------- | ------------- | - | - | - | - | -- | -- | --- |
| 1       | CD Mallorca   | 6 | 5 | 0 | 1 | 20 | 7  | 10  |
| 2       | Constància FC | 6 | 3 | 1 | 2 | 20 | 17 | 7   |
| 3       | Balears FC    | 6 | 2 | 0 | 4 | 16 | 20 | 4   |
| 4       | Athletic FC   | 6 | 1 | 1 | 4 | 9  | 21 | 3   |

Llegenda: J-partits jugats, G-guanyats, E-empatats, P-perduts, GF-gols a favor, GC-gols en contra, PTS-punts

### Resultats finals
- Campió de la primera edició: CD Mallorca

## Temporada 1934-35
Segona edició del torneig, disputada del 24 de març al 30 de juny de 1935 per quatre equips, els mateixos de Primera Categoria a excepció del Constància FC.
| Posició | Equip          | J | G | E | P | GF | GC | PTS |
| ------- | -------------- | - | - | - | - | -- | -- | --- |
| 1       | Balears FC     | 6 | 3 | 3 | 0 | 15 | 8  | 9   |
| 2       | CD Mallorca    | 6 | 3 | 3 | 0 | 13 | 8  | 9   |
| 3       | Athletic FC    | 6 | 1 | 1 | 4 | 9  | 13 | 3   |
| 4       | Mediterrani FC | 6 | 1 | 1 | 4 | 5  | 13 | 3   |

Llegenda: J-partits jugats, G-guanyats, E-empatats, P-perduts, GF-gols a favor, GC-gols en contra, PTS-punts

### Resultats finals
- Campió de la segona edició: Balears FC

## Temporada 1935-36
Tercera edició del torneig, disputada del 22 d'abril al 18 de juliol de 1936 per cinc equips, els mateixos de Primera Categoria.
| Posició | Equip          | J | G | E | P | GF | GC | PTS |
| ------- | -------------- | - | - | - | - | -- | -- | --- |
| 1       | Balears FC     | 8 | 5 | 2 | 1 | 18 | 8  | 12  |
| 2       | CD Mallorca    | 8 | 5 | 2 | 1 | 25 | 12 | 12  |
| 3       | Athletic FC    | 8 | 3 | 0 | 5 | 12 | 21 | 6   |
| 4       | Mediterrani FC | 8 | 2 | 1 | 5 | 15 | 29 | 5   |
| 5       | Constància FC  | 8 | 1 | 1 | 5 | 18 | 18 | 5   |

Llegenda: J-partits jugats, G-guanyats, E-empatats, P-perduts, GF-gols a favor, GC-gols en contra, PTS-punts

### Resultats finals
- Campió de la tercera edició: Balears FC

Es va proclamar guanyador d'aquesta edició el conjunt balearico, malgrat que ha estat impossible esbrinar exactament el mecanisme. Va haver empat a punts entre balearicos i mallorquinistes, també en els enfrontaments entre sengles equips, però la mitjana general de gols afavoria els mallorquinistes.

## Palmarès
- Balears FC (2): 1935, 1936
- CD Mallorca (1): 1934

Amb el triomf a la tercera edició el Balears FC se’n va endur la copa de plata en joc després d'haver guanyat dues edicions de manera consecutiva.